# Ensanche de Alcalá de Henares

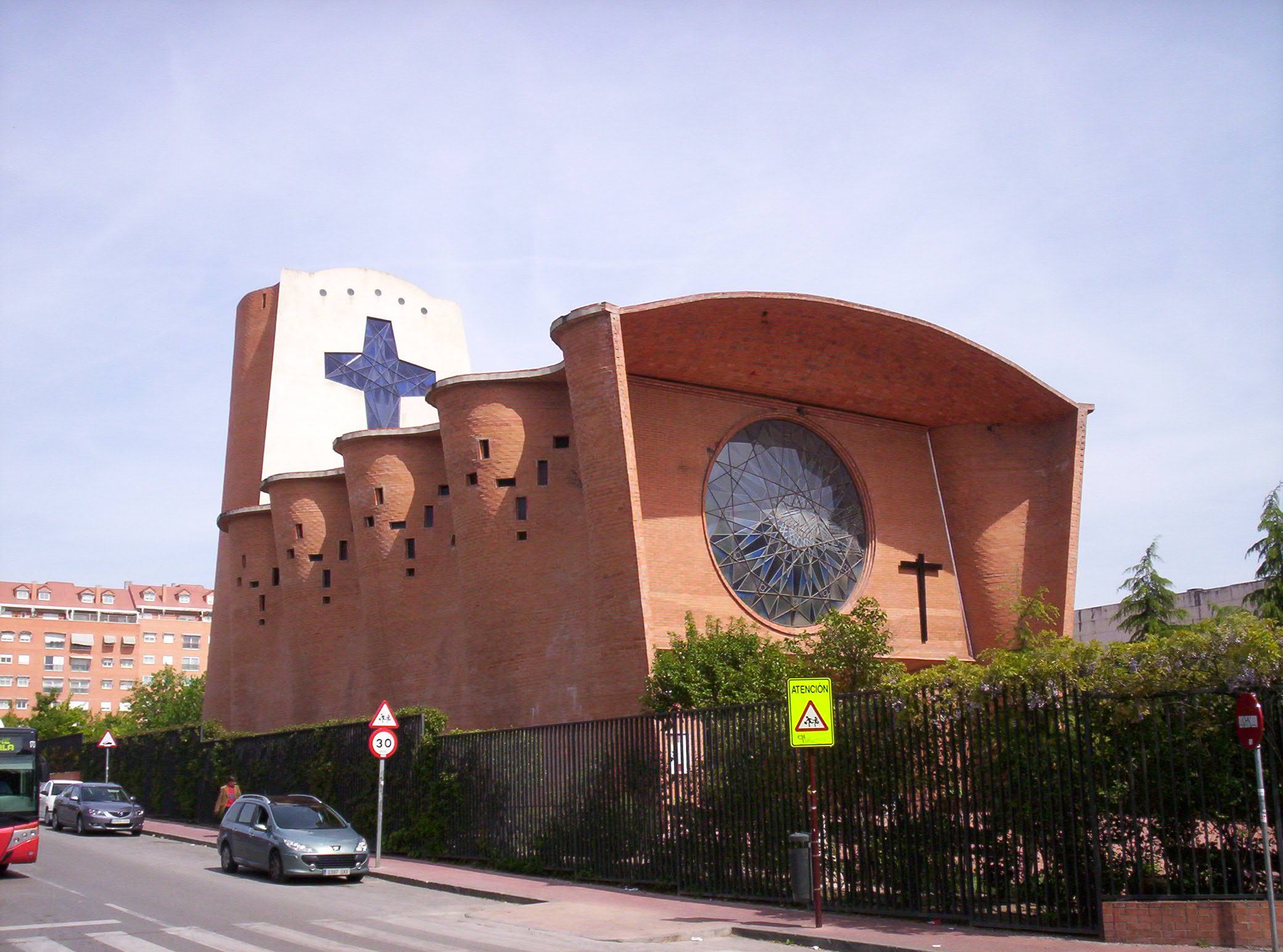
San Juan de Ávila.

El Ensanche de Alcalá de Henares es un barrio al norte de la ciudad de Alcalá de Henares. Se estima su población en más de 25.000 habitantes, un 13% del total de la ciudad.

## Historia
No debe confundirse con el ensanche, entendido como ampliación urbana propia de la segunda mitad del siglo XIX y comienzos del siglo XX. El barrio que lleva este nombre fue planificado con las sucesivas modificaciones del Plan General de Urbanismo de Alcalá de Henares desde los años ochenta del siglo XX, y no comenzó a construirse hasta los años noventa, culminando su edificación unos 30 años después. La zona de Alcalá de Henares que puede considerarse similar a los ensanches de Madrid o Barcelona sería el paseo de la Estación, que incluye un ejemplo de arquitectura historicista ecléctica: el palacete Laredo.

## Geografía
El barrio de El Ensanche se encuentra situado entre el barrio de Espartales Sur, con el que limita mediante la A-2 (que salva un puente), y la zona de la Estación, de la que le separa la cuesta que marca la terraza fluvial que ocupa el barrio y que antiguamente fue ocupada por cultivos, entre ellos la vid. En el frente de cuesta se sitúan la antigua Universidad Laboral (hoy IES Antonio Machado y Subdirección Provincial de Educación) y el antiguo Convento de San Gil o de los Gilitos, hoy centro cultural municipal. También estuvo en la zona la antigua Ermita del Santo Ángel, que dio nombre al paraje denominado Campo del Ángel. Hay testimonios de que esa zona se valoró como una posible localización para la construcción del Monasterio que Felipe II quería construir tras la Batalla de San Quintín (1557) y que terminó descartándose en beneficio de El Escorial, donde se levantó el Monasterio de San Lorenzo de El Escorial.
Presenta un trazado de calles radiales y circulares que se interseccionan, con dos zonas de edificaciones en altura, en torno a las calles José María de Pereda y Jorge Luis Borges, y otras más extensas de viviendas unifamiliares (habitualmente denominadas chalets adosados). Casi todas las calles llevan nombres de literatos, muchos de ellos Premio Cervantes.
En la zona noreste se encuentra el Parque de los Sentidos, que tiene como particularidad un ajardinamiento por zonas que estimulan de modo especial alternativamente cada uno de los sentidos (vista, olfato, gusto, tacto, oído); en 2006 fue rebautizado Juan Pablo II, y se instaló una escultura del papa arrodillado, en conmemoración de su visita a Alcalá de Henares y de su especial vinculación a la ciudad (fue él quien concedió la bula con la que se restauraba la diócesis de Alcalá), a los pocos meses de su muerte (abril de 2005). Lindando con el parque está la tapia perimetral de la Brigada Paracaidista (BRIPAC). La mayor parte del barrio fue en los años treinta un aeródromo militar. Durante la guerra civil española fue concretamente utilizado como centro de detención republicano. El 11 de febrero de 2008 se halló, con motivo de unas obras, una antigua fosa con restos humanos que parecen provenir de fusilamientos. Se especuló con la posibilidad de que alguno de ellos fuera de Andreu Nin. También lindante con las instalaciones militares se encuentra la Escuela Universitaria Cardenal Cisneros, gestionada por los maristas y adscrito a la Universidad de Alcalá de Henares.

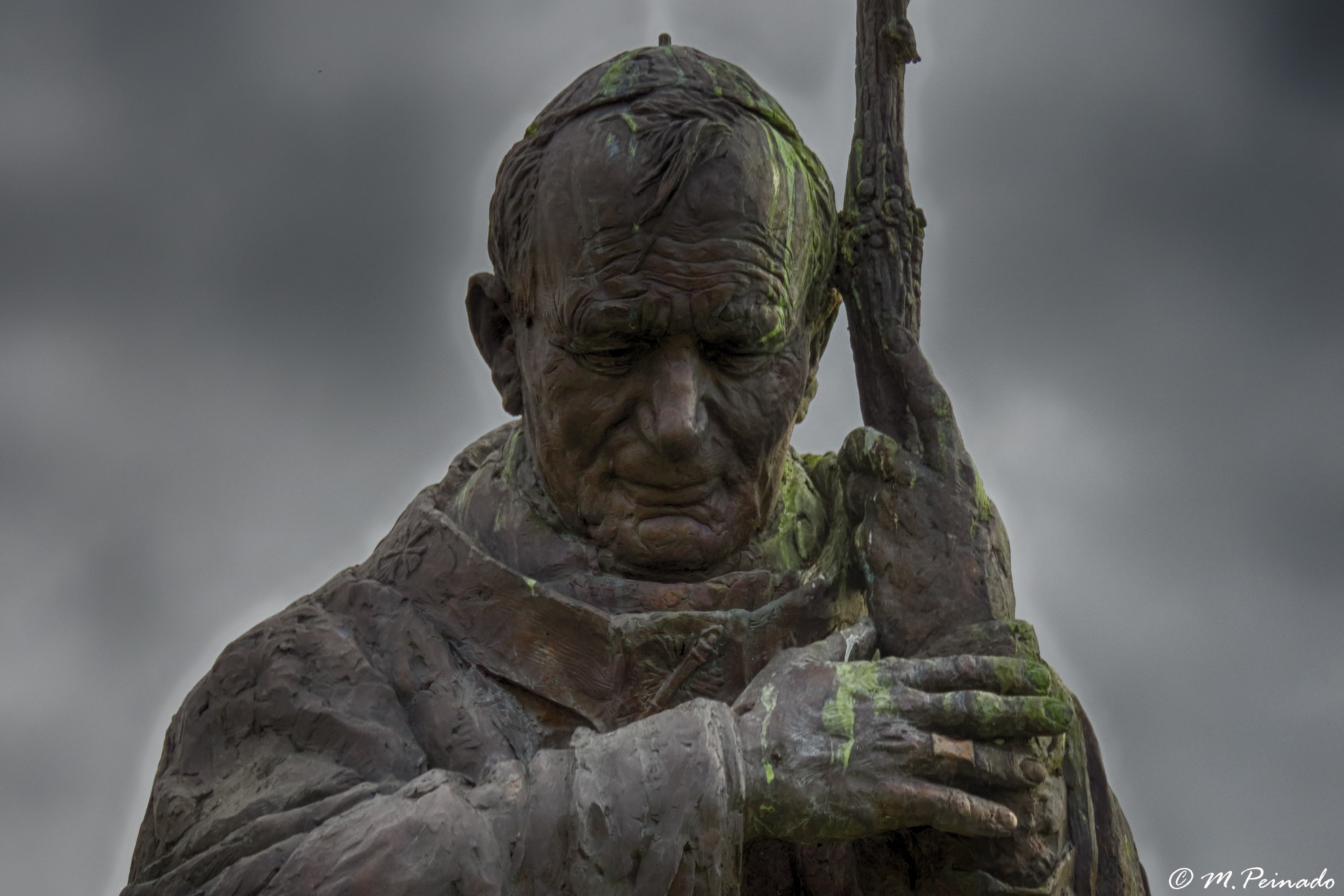
Estatua de San Juan Pablo II en El Ensanche

En la zona suroeste, lindante con la conocida tradicionalmente como El Chorrillo, se encuentra el edificio de la Iglesia de San Juan de Ávila, de reciente construcción, encargada por la diócesis de Alcalá de Henares a los arquitectos Juan de Dios y Carlos Clemente siguiendo un innovador diseño del ingeniero uruguayo Eladio Dieste que se ha repetido en otras localidades, como Torrejón de Ardoz. Destaca por sus muros de ladrillo visto que se ondulan siguiendo una generatriz oscilante, sin pilares, su pórtico en forma de abanico, con un descomunal rosetón cóncavo-convexo (de Carlos Muñoz, Real Fábrica de Cristales de La Granja), la cubierta de cerámica con bóvedas autoportantes y una torre en la que se abre un vitral de grandes dimensiones en forma de cruz. Algunos la llaman iglesia barco.
En el centro del Ensanche se halla el colegio y residencia de la Compañía de Jesús (San Ignacio de Loyola), muy anterior a la urbanización del barrio, y que dio nombre al camino de los jesuitas.

## Economía
Entre las actividades del barrio, además del pequeño comercio y oficinas, destaca la existencia de varias residencias de la tercera edad y un hotel. La insuficiencia de equipamientos y servicios públicos (por ejemplo, educativo y de transportes), sobre todo en los primeros años de su construcción, provocó un movimiento vecinal reivindicativo.

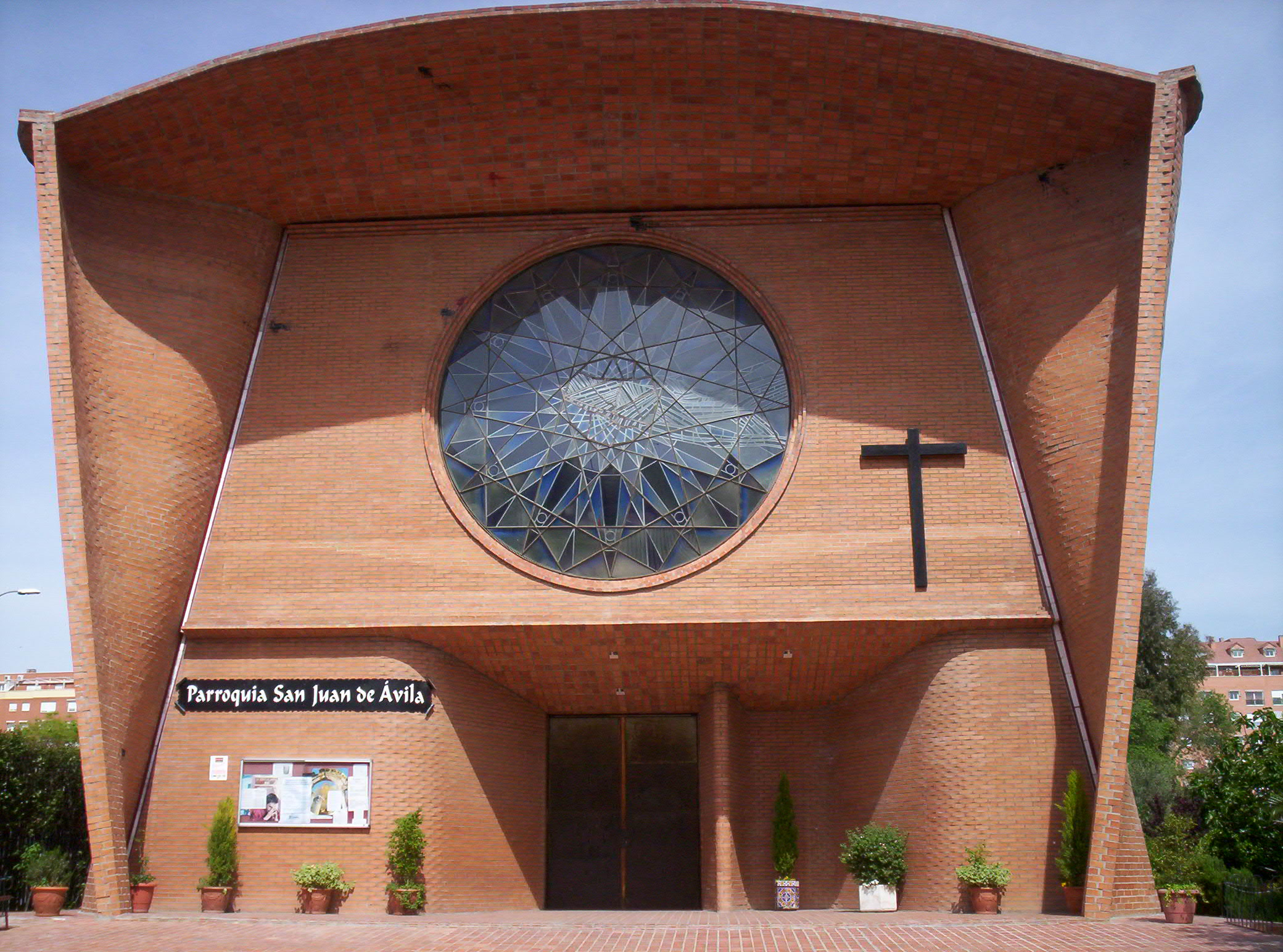
Fachada de San Juan de Ávila.
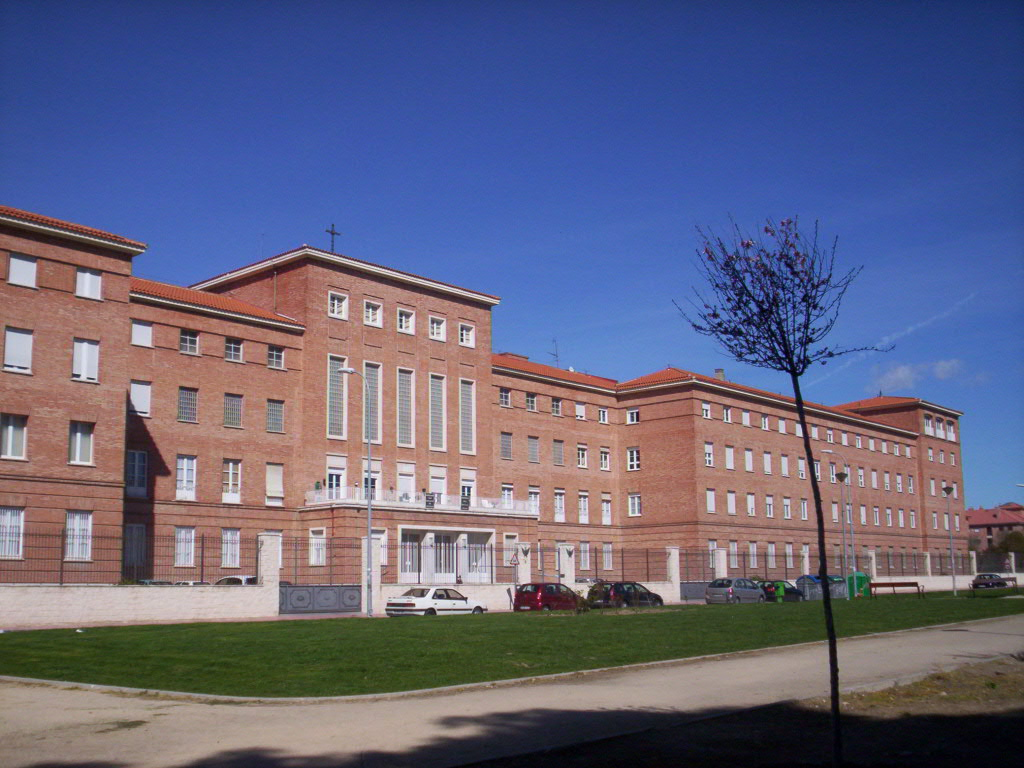
Colegio y residencia de la Compañía de Jesús (San Ignacio de Loyola), jesuitas.
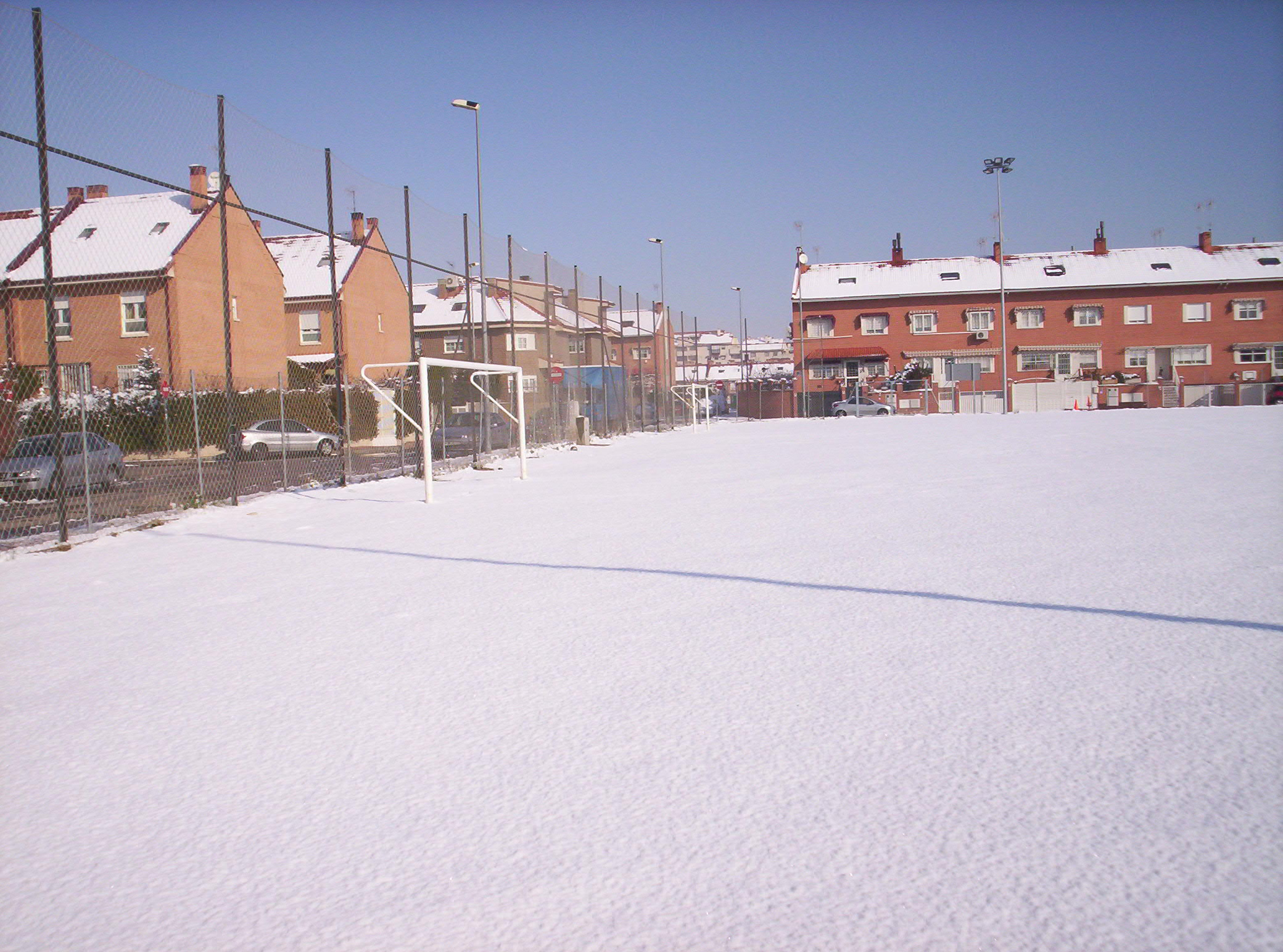
El día siguiente a la excepcional nevada del 9 de enero de 2009, en el campo de fútbol.
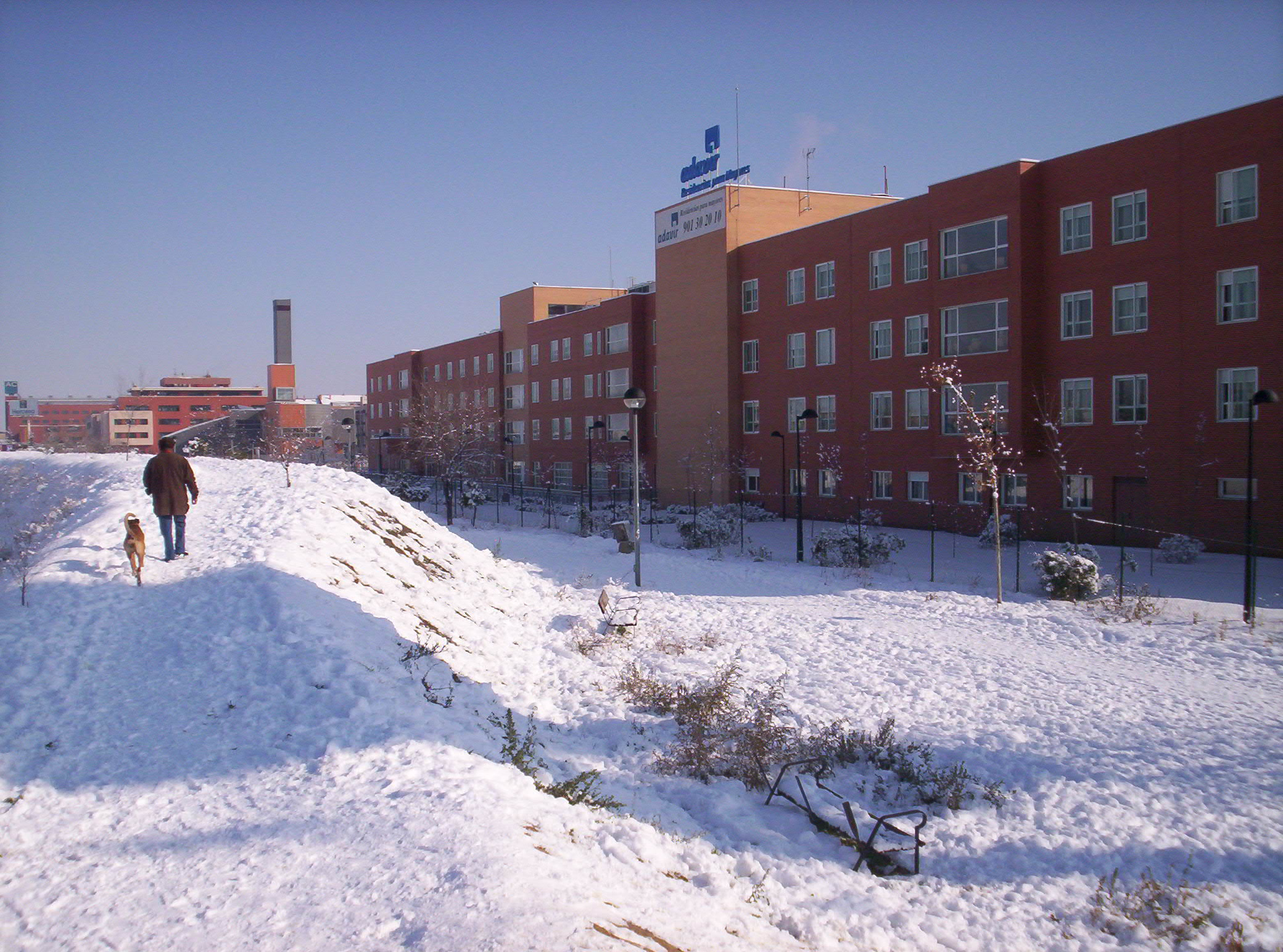
El mismo día, en el paseo peatonal paralelo a la autopista A2. A la derecha, la residencia de la tercera edad. Enfrente, el edificio de la concejalía del distrito, con su torre del reloj.